# Xiuladora de pit canyella
La xiuladora de pit canyella (Pachycephala johni) és un ocell de la família dels paquicefàlids (Pachycephalidae).

## Hàbitat i distribució
Habita els boscos de les illes Obi, al nord de les Moluques centrals.

## Taxonomia
Considerat dins algunes classificacions una subespècie de Pachycephala griseonota